# Myrtea toamasina
Myrtea toamasina is een tweekleppigensoort uit de familie van de Lucinidae. De wetenschappelijke naam van de soort werd in 2024 voor het eerst geldig gepubliceerd door Pacaud, Coppini, Buisson & F. Meunier, 2024.